# 斎藤英治 (英文学者)
斎藤 英治（さいとう えいじ、1957年 - ）は、日本のアメリカ文学研究家、映画評論家、翻訳家。明治大学法学部教授。

## 来歴
茨城県生まれ。茨城県立水戸第一高等学校、慶應義塾大学文学部西洋史学科卒業。明治大学文学研究科英文科修士課程修了。
大学時代に映画・文学批評の同人誌「キップル」を畑中佳樹、武藤康史と発行。小説家の村上春樹が1986年にジョン・アーヴィングの『熊を放つ』を翻訳する際、柴田元幸、畑中佳樹、上岡伸雄、斎藤英治、武藤康史の5人でチームを組んでバックアップした。

## 著書

### 単著
- 『さようなら、映画館 - 80年代フィルム・カルチャー』（フィルムアート社） 1989/10

### 共著・編著
- 『モリー・リングウォルド - リングレッツ旋風・我らがミス・ヒーロー』（石原良太共編、芳賀書店、デラックスカラーシネアルバム） 1987/3

### 翻訳
- 『とっておきのアメリカ小説12篇 and Other Stories』（村上春樹, 川本三郎, 柴田元幸, 畑中佳樹共訳、文藝春秋） 1988.9
- 『80年代アメリカ女性作家短篇選』（干刈あがた共訳、新潮社） 1989.4
- ローリー・ムーア『セルフ・ヘルプ』（干刈あがた共訳、白水社、新しいアメリカの小説） 1989、白水Uブックス 1994.9
- マーガレット・アトウッド『侍女の物語』（新潮社） 1990.3、ハヤカワepi文庫 2001
- モナ・シンプソン『ここではないどこかへ』上・下（、早川書房、Hayakawa Novels) 1993.3、ハヤカワ文庫 2000
- スーザン・アレン・トウス『ブルーミング』（新潮社、新潮クレスト・ブックス） 1999.12
- 『明かりが消えて映画がはじまる　ポーリン・ケイル映画評論集』（山田宏一監修、武藤康史, 柴田元幸, 畑中佳樹共訳、草思社） 2003